# Doplňkové klíčování kódu
Doplňkové klíčování kódu (též doplňkové kódové klíčování, komplementární kódové klíčování, v angličtině Complementary Code Keying, z toho zkratka CCK) je modulační schéma, které používají bezdrátové sítě (WLAN) fungující na standardu IEEE 802.11b. V roce 1999 bylo CCK včleněno jako doplněk Bankerova kódu v bezdrátové digitální síti k dosažení rychlosti vyšší než 2Mb/s, avšak na úkor horšího dosahu signálu.